# Дубравка Юрліна Алібегович
Дубравка Юрліна Алібегович (хорв. Dubravka Jurlina Alibegović; нар. 5 листопада 1963, Загреб) — директор Інституту економіки, міністр управління Хорватії у правоцентристському уряді Тихомира Орешковича.

## Біографія
Народилася 5 листопада 1963 року в Загребі. 1978 року закінчила в рідному місті початкову школу, а через чотири роки Загребський економічний технікум. У жовтні 1986 закінчила економічний факультет Загребського університету. 1992 року на цьому самому факультеті здобула ступінь магістра, а в квітні 2006 — і кандидата наук.
З 1987 працює в Інституті економіки завідувачкою кафедри державних фінансів і фінансових систем. 2000 року залишає інститут і працює на посаді заступника міністра у Міністерстві науки і техніки. Через три роки повертається в інститут, цього разу як помічник директора. 2013 року змінює на посаді директора Сандру Швалєк.
Є автором численних наукових праць та кількох книг і підручників. Крім хорватської, говорить також англійською і німецькою мовами.